# 39 ключа (поредица)
„39-те ключа“ (на английски: The 39 Clues) е мултимедиен издателски проект на поредица приключенски романи от писателите Рик Риърдън, Гордън Корман, Питър Лерангис, Джуд Уотсън, Патрик Карман, Линда Сю Парк, Маргарет Питърсън Хадикс, Роланд Смит, Дейвид Балдачи, Джеф Хирш, Клифърд Райли, Натали Стандифорд и други.

## Сюжет
Сюжетът на романите описва приключенията на 14-годишната Ейми Кахил и нейният брат Дан Кахил. След смъртта на баба си те откриват, че са членове на фамилията Кахил. Предшествениците на семейството са Гидеон и Оливия Кахил, чиито деца са създали клонове на семейството. Клоновете непрекъснато се състезават един срещу друг в лов за 39 ключа, съставки на серума, източникът на енергия на семейството. Ейми и Дан, заедно с тяхната детегледачка Нели ги търсят, състезавайки се с другите клонове. Всяка книга проследява едно историческо място, на което те отиват да търсят поредния ключ.
Първата книга „Лабиринтът с костите“ от поредицата „39 ключа“ е издадена през 2008 г. и веднага става бестселър.
Романите се екранизират от Стивън Спилбърг.